# 잰더 슈로스

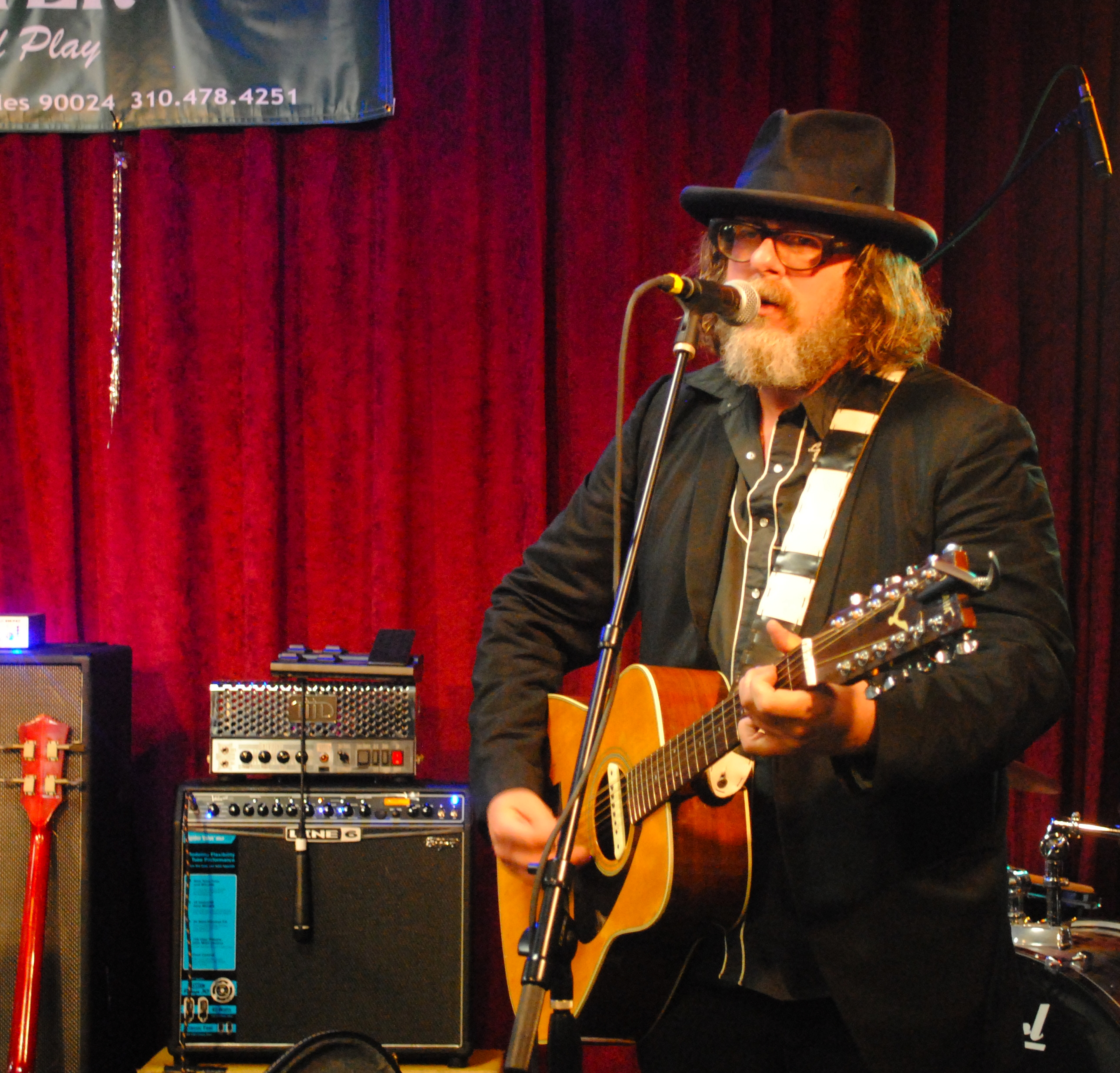

잰더 슈로스(Zander Schloss, 1961년 8월 7일 ~ )는 미국의 배우, 작곡가, 베이시스트이다.
로스앤젤레스에서 태어났다.

## 영화
- 유진 (2009년)
- 펑크는 죽지 않았다 (2006년)
- 플라운딩 (1994년)
- 비디오테이프 대소동 (1988년)
- 지옥 특급 (1987년)
- 리포 맨 (1984년)